# Tradiciones y costumbres de la Armada de Chile
Las tradiciones y costumbres de la Armada de Chile son una serie de hábitos, procedimientos y lenguaje especial, o jerga naval, que, desde su formación en el siglo XIX, se han ido adoptando y traspasando de generación en generación. La mayoría de ellas proviene de las marinas británica, española y francesa y, tal como sucede en casi todas las armadas, su cumplimiento y conservación constituye motivo de orgullo para todos sus miembros.

## Tradiciones y ceremonial
Oficiales ingleses, la mayoría, españoles y franceses en menor número, fueron los primeros en tripular y mandar las naves de la naciente marina chilena. Ellos transmitieron muchas de las tradiciones y costumbres de sus respectivas instituciones, otras surgieron de hechos heroicos acaecidos en las diferentes guerras en que la nación chilena  y su Armada han participado, a los que se han agregado modelos de comportamiento que se han desarrollado y adoptado con el transcurso del tiempo. Las tradiciones y costumbres son factores importantes en el desarrollo y mantenimiento del espíritu de cuerpo de la institución.
En la Armada existen dos libros que recopilan las normas y procedimientos a seguir ante innumerables situaciones. Han sido extraídos de iguales libros que poseen las marinas más antiguas del mundo, especialmente la española y la inglesa. Estos libros son la Ordenanza de la Armada y el Ceremonial Marítimo. Su observación y cumplimiento es una preocupación permanente de todos sus miembros.

## General
- Lema de la Escuela Naval

Su lema «Honor y Patria, Eficiencia y Disciplina» se presume que fue adaptado de la marina francesa y traído en 1858 por el director de la Escuela, capitán de fragata Jules-Jean Feuillet, quien fue contratado en Francia por el gobierno chileno para dirigir el establecimiento.
- Pito marinero o de maniobras

El pito marinero o de maniobras es uno de los instrumentos más característicos del hombre de mar. Es empleado por personal de todos los rangos para rendir honores, transmitir órdenes, etc. tanto a bordo como en tierra. Existe desde la época de las galeras romanas. En los veleros es insustituible por su tono agudo y gran alcance que lo hace sobresalir por sobre el ruido del viento en los temporales.
- Retratos de Prat, Serrano, Riquelme y Aldea

Después del combate naval de Iquique (21 de mayo de 1879), la superioridad de la Armada dispuso que en todas las unidades y reparticiones se expusiera en la oficina y cámara del comandante o del jefe de la Repartición, el retrato de Arturo Prat, en la cámara de oficiales el de Ignacio Serrano, en la de guardiamarinas el de Ernesto Riquelme y en las cámaras de suboficiales y sargentos, así como en los entrepuentes del personal, el de Juan de Dios Aldea.
- Empanadas al almuerzo de los días jueves

Los días jueves, tanto a bordo como en tierra, el rancho del mediodía incluye empanadas. Esta costumbre comenzó en 1940, cuando el presidente de la República Pedro Aguirre Cerda dispuso que en las Fuerzas Armadas los días jueves se hicieran empanadas para el almuerzo. Desde esa época, en la marina se ha mantenido esta costumbre que se ha convertido en una tradición.

## A bordo
- Bandera de proa o jack nacional

Bandera de proa.

Todos los buques izan a proa una insignia llamada bandera de proa o jack, que los identifica como unidades en servicio activo comandadas por un oficial de marina. En el caso de Chile, corresponde a un cuadrado equivalente al cantón azul de la bandera nacional con la estrella blanca en el centro. Esta bandera de proa está inspirada en la insignia de mando del vicealmirante lord Thomas Cochrane, quien la izó por primera vez en la fragata O'Higgins el 23 de diciembre de 1818, doce días después de haber sido nombrado comandante en jefe de la Armada de Chile.
- «Vencer o morir» grabada en las ruedas de gobierno de los buques

Arturo Prat, el héroe de Iquique, con su actuar forjó en los hombres de la armada y en la nación chilena la divisa de «Vencer o morir». Comportamiento que se convirtió en norma y costumbre y luego en una ley no escrita en el sentido que ningún buque de la Armada de Chile podrá rendirse ante el enemigo, debiendo sus tripulantes rendir la vida por su Patria. Desde el 3 de abril de 1889, todas las ruedas de gobierno de los buques de la armada llevan grabadas dichas palabras.
- Arriar a media asta el pabellón nacional, como respuesta a saludo

Antiguamente, los veleros mercantes debían aproximarse a los buques de guerra para ser registrados y, como una manera de indicarle su buena disposición, cargaban parte del aparejo. Luego, debido a lo lento de las maniobras, se reemplazó por la arriada del pabellón nacional de la nave mercante, a lo que el buque de guerra daba conformidad arriando su pabellón e izándolo posteriormente. Este saludo se mantiene como respeto al buque de guerra, pero este arría su pabellón solo hasta la mitad.
- Bajada del oficial de guardia a la plataforma de la escala real

Es costumbre antigua que el oficial de guardia baje a la plataforma inferior de la escala real al acercarse una embarcación que traiga al comandante de otra nave, cuando el del buque propio no lo puede recibir por estar en tierra. Esta antigua señal de cortesía tiene por objeto evitar al visitante subir inútilmente al buque.
- Ceremonia de cruce de la línea ecuatorial

Tiene su origen en los vikingos, quienes la realizaban cuando cruzaban ciertos paralelos de latitud. Luego, los antiguos navegantes hacían esta ceremonia para congraciarse con Neptuno, rey del mar a quien temían. Hoy en día, comienzos del siglo XXI, la ceremonia del cruce de la línea del ecuador tiene un carácter jocoso y en ella se «bautiza a todos los novatos que lo hacen por primera vez». La ceremonia comienza cuando el buque llega a latitud 0°, momento en que aparece Neptuno, la reina Anfítrite, el médico real, el escribiente real y todos los delfines, tiburones, serpientes de mar y otros seres mitológicos que constituyen su corte. Todos estos personajes son representados por marineros que se disfrazan convenientemente. Neptuno toma posesión del buque y asigna puestos de guardia a todos los oficiales, incluido el comandante, exceptuando al oficial de guardia. Estos puestos son generalmente cubiertos en las cocinas, jardines y cámaras. Posteriormente, se efectúa el bautizo a los novatos, para lo cual se ha construido una piscina en cubierta en donde se le sienta sobre un tablón, se le afeita con engrudo o aceite y luego se le lanza de espalda al agua donde los «tiburones» lo sumergen. Terminada la ceremonia, a los iniciados se les entrega un diploma que los acredita como miembros del «Reino de Neptuno».
- Empavesado

Hasta mediados del siglo XIX, los buques colocaban en sus bordas y cofas, fajas de paño o lonas de colores para adornar los buques en ciertas festividades. Cuando se creó el código de banderas, tales fajas fueron reemplazadas por las banderas del código, y después estas se envergaron en galgas y estayes hasta llegar al empavesado que se usa actualmente.
- Gallardete de mando

Su origen data de las guerras entre ingleses y neerlandeses en el siglo XVII, cuando el almirante neerlandés Cornelis Tromp demostró levantando una escoba en el palo más alto de su navío que había «barrido del mar a quienes logró vencer en una batalla». Tiempo después, y tras derrotar a una flota de las Provincias Unidas, el almirante inglés Robert Blake izó un látigo señalando la idea de continuar castigando a quienes se negaran a saludar los «colores» británicos, quienes desde entonces se vanagloriaron del triunfo logrado empleando una angosta bandera como gallardete que simboliza el látigo original, distintivo de los buques de guerra adoptado por todas las marinas.

## Uniforme
- Color del uniforme

Todas las marinas usan uniforme de color azul marino, práctica que se inició en la marina inglesa en 1745, cuando los oficiales solicitaron al duque de Bedford que les fuera diseñado un uniforme, pues carecían de uno. El rey Jorge II, a sugerencia del duque de Bedford, dispuso los colores azul oscuro y blanco para los oficiales y gente de mar respectivamente.
- Corbata de los marineros

Los marineros usan una corbata negra alrededor de la abertura de la chompa, costumbre que proviene de los tiempos en que se usaba un pañuelo en el cuello para secarse el sudor. El color negro era para ocultar la suciedad.
- Cuello de los marineros

Los cuellos de los marineros chilenos caen desde los hombros hacia la espalda, son de color azul y llevan tres franjas blancas a su alrededor y dos estrellas blancas. Durante muchos años, las tres franjas blancas fueron asociadas con las victorias obtenidas por el almirante Nelson en Aboukir (1798), Copenhague (1801) y Trafalgar (1805), creencia que según varios historiadores no tiene asidero alguno. En Chile en el siglo XIX, los marineros usaban una, dos o tres franjas, dependiendo si quien la usaba era grumete, marinero o cabo. A comienzos del siglo XX, fueron agregados en los vértices inferiores, dos estrellas blancas que simbolizan la captura de la Reina María Isabel, acaecida el 28 de octubre de 1818, y la captura de la Esmeralda, ocurrida el 5 de noviembre de 1820.

## Lenguaje o jerga naval
- Cachucho: Apodo que se le da a un bote pequeño impulsado a remo por una sola persona.
- Chica: Nombre que se le da al aguardiente. Se acostumbra repartir una ración de «chica» al término de faenas en ambientes fríos, abastecimientos de faros, etc. especialmente en las zonas sur y austral del país.
- Chichimuchi: Nombre que la marinería le da a la solución de soda cáustica.
- Cuki: Nombre que se le da a los cocineros.
- ¡Forte!: Voz de mando para cesar una maniobra o trabajos que se están ejecutando, similar a «¡Alto!» o «¡Basta!».
- Jardín: (de la marina española; en las naves de Colón ya se les llamaba así) Retrete o excusado en un buque o repartición terrestre.
- Nivelay: Cabo largo y delgado que termina en una piña, el cual se lanza desde el buque a un muelle u otro buque, para posteriormente pasar cabos de mayor mena, que sirven para amarrarse.